# Cyanus napuliferus
Cyanus napuliferus là một loài thực vật có hoa trong họ Cúc. Loài này được (Rochel) Soják mô tả khoa học đầu tiên năm 1972.